# سیرابی

پویانمایی حرکت‌های نگاری و سیرابی. ۱. نگاری ۲. دهلیز شکمبه ۳. کیسه پشتی شکمبه ۴. کیسه شکمچه‌ای شکمبه ۵. کیسک پشتی ۶. کیسک شکمچه‌ای.

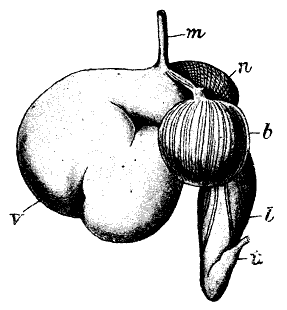
معده‌های نشخوارکنندگان: m. مری، v. شکمبه (سیرابی)، n. نگاری، b. هزارلا، l. شیردان، t.آغاز روده باریک.

شکمبه یا سیرابی (به انگلیسی: rumen) (نام‌های دیگر: شکنبه، علفدان) نخستین بخش از معده چندبخشی نشخوارکنندگان و در واقع انشعابی از مری (سرخ‌نای) است. و گنجایشی به اندازهٔ یک هفتم وزن بدن دارد.
بخش‌های دیگر معده نشخوارکنندگان عبارت است از نگاری، شیردان و هزارلا.
نگاری کاملاً در امتداد سیرابی قرار دارد اما بافت و رگه‌بندی آن با سیرابی تفاوت دارد. در کاربرد دام‌پزشکی بیشتر از واژه شکمبه استفاده می‌شود ولی در رواج عمومی و به‌ویژه با اشاره به خوراک تهیه شده از جدار شکمبه، واژه سیرابی رواج بیشتری دارد. 
شکمبه ۹۰ درصد از حجم معده نشخوارکنندگان را تشکیل می‌دهد. این عضو بیشتر طرف چپ حفره شکمی را فرا گرفته‌است. ابتدای شکمبه دهانه معده است که لوله مری را به شکمبه متصل می‌کند و از آن پس این مجرا تا نگاری و هزارلا و بالاخره تا شیردان ادامه می‌یابد.
شکمبه به عنوان محل اولیه تخمیر میکروبی غذای جویده عمل می‌کند. شکمبه در حقیقت یک ظرف تخمیر بزرگی است که اساس تفاوت تغذیهٔ نشخوارکنندگان از غیر نشخوارکنندگان را تشکیل می‌دهد. شکمبه حاوی میلیاردها باکتری، حدود یک میلیون پروتوزوآ و تعداد کمتری از انواع ریزسازواره‌های دیگر در میلی‌لیتر محتویات می‌باشد.

## کالبدشناسی
شکمبه از نظر آناتومیکی بین دنده ۷ و ۸ و ابتدای لگن کشیده شده‌است. شکمبه دارای دو سطح و دو لبه است. سطوح شامل سطح چپ یا سطح حجاب حاجز گفته می‌شود. سطح چپ با دیواره شکم و ارگان‌هایی که در سمت چپ قرار دارند و در ارتباط است. سطح راست یا سطح احشایی با روده‌ها، شیردان و هزارلا مجاورت دارد. لبه‌ها، شامل لبهٔ بالایی یا پشتی و لبهٔ پایینی یا شکمی می‌شود.
سطح پشتی با بالای سقف شکم در ارتباط است. لبهٔ پایین با کف شکم در ارتباط است. دو سطح شکمبه به وسیلهٔ دو شیار طولی به دو کیسه تقسیم می‌شود که به آنها کیسهٔ پشتی و کیسهٔ شکمی می‌گویند. در امتداد این شیار طولی یک شیار عرضی به‌طور ناقص ته کیسه‌های پشتی و شکمی را به دو ته‌کیسه تقسیم می‌کند: ته‌کیسهٔ پشتی و ته‌کیسهٔ شکمی. (این دو شیار عرضی به نام شیار تاجی معروف است. وقتیکه شیارها از سطح داخل دیده می‌شود به صورت برآمدگی هستند که به آنها چین می‌گویند. 
شکمبه در قسمت جلو یا قدامی، با نگاری مربوط می‌شود. در همین محل، در طرف راست مری به شکمبه متصل می‌شود که به آن قیف شکمبه گویند. بین شکمبه و نگاری یک خط مشخص‌کنندهای وجود دارد که از سطح دیده می‌شود و به آن چین شکمبه‌ای‌نگاری گفته می‌شود، که اگر از سطح داخل دیده شود یک چین مخاطی یا غشایی دارد که از ابتدای کاردیا شروع می‌شود و تا محل ارتباط بین هزارلا و شیردان وجود دارد. در دوران بچگی هنگامی که حیوان شیرخوار است این ناودان به علت تحریکات وجود دارد و به شیردان متصل می‌شود و در آنجا گوارده می‌شود.
مخاطات شکمبه مثل پرزهای حوله است وجود این پرزهای فراوان به این دلیل است که سطح جذب وسیع شود.